# Марджа ат-таклід

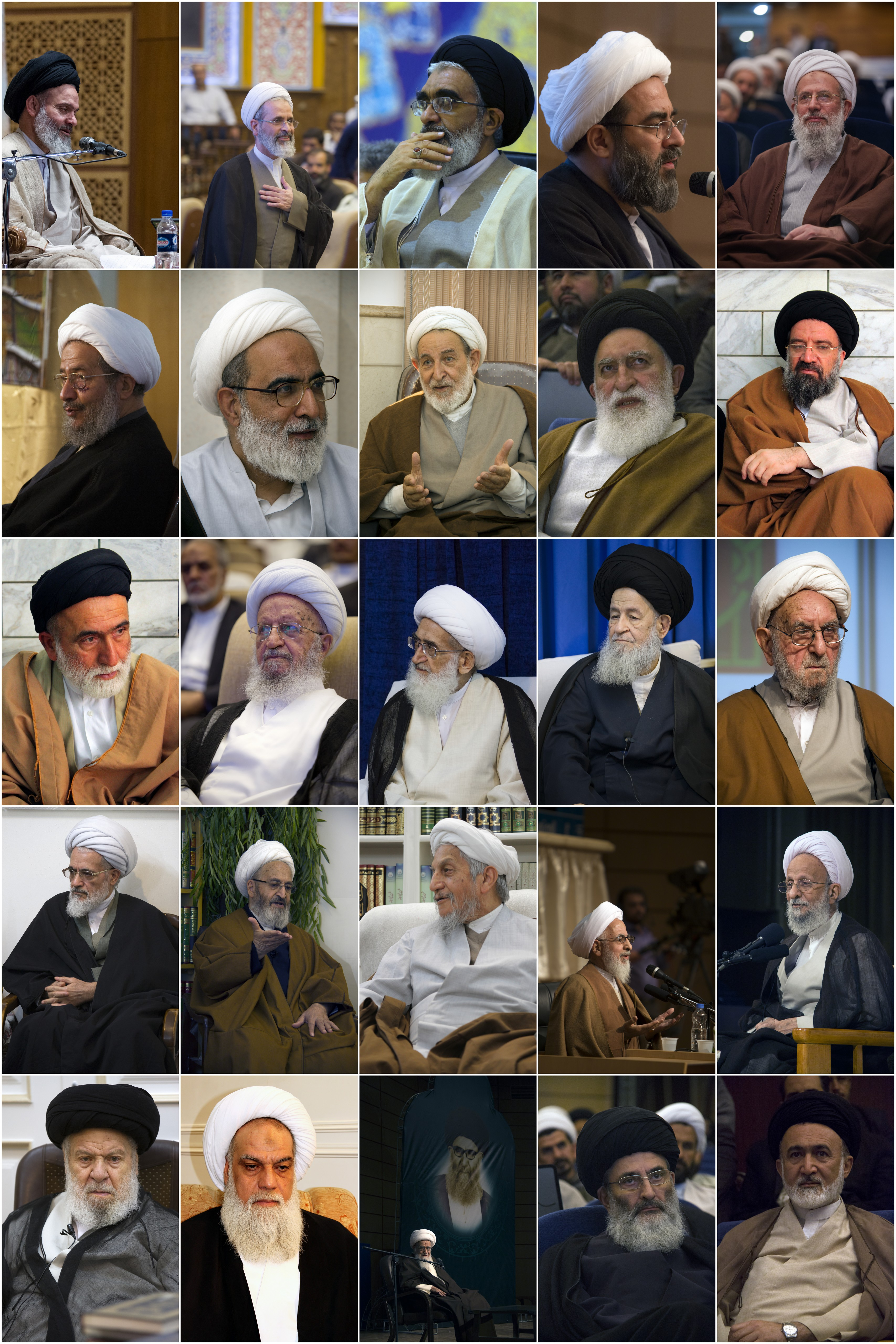

Марджа ат-таклід (араб. مرجع التقليد — той, кого наслідують, зразок для наслідування) — вище духовне звання шиїтських духовних лідерів (муджтахідів), головний релігійний авторитет в питаннях права (фікга) і богослов'я, який має право виносити правові рішення (іджтихад). Накази марджа ат-такліда обов'язкові для виконання всіма членами шиїтської громади.
Згідно з вченням джафаритів, мардж ат-таклід непогрішний і вважається у шиїтів намісником прихованого імама, чиї поведінка і вчинки є зразком для наслідування. Мардж ат-таклід повинен бути здатним утриматися від неправильного вчинку, захищати віру та бути абсолютно покірним Богові.
В Ісламській Республіці Іран звання закріплено конституційно. Цей титул носили аятола Рухолла Мусаві Хомейні, іракський аятола Абу-Касим аль-Хо'й та інші аятоли.